# غدد مول
غدد مول، المعروفة أيضًا باسم الغدد الهدبية، هي غدد عرقية مفترزة محورة توجد على حافة الجفن. وهي مجاورة لقاعدة الرموش وقبل غدد ميبوميوس داخل حافة الجفن البعيدة. وتكون هذه الغدد كبيرة نسبيًا وعلى شكل أنبوبي. وسميت غدد مول بهذا الاسم نسبة إلى طبيب العيون الهولندي جاكوب أنتون مول (1832م–1914م).
وتفرغ غدد مول إفرازاتها في الرموش المجاورة. وتفرز كل من غدد مول وغدد زايس المادة الدهنية التي تضاف إلى الطبقة السطحية من الطبقة الدمعية الرقيقة، والتي تعيق التبخير.
وغدد مول عرضة للإصابة بالعدوى وانسداد مجراها عن طريق الزهم وحطام الخلايا. وقد يسبب انسداد مجرى الغدة تورمًا قد يظهر نفسه كـ شحاذ العين.